# Thorsten Svensson
Pour les articles homonymes, voir Svensson.
Thorsten Svensson, né le 8 octobre 1901 à Partille et mort le 29 juin 1954 à Partille, est un footballeur international suédois. Il évoluait au poste d'attaquant.

## Biographie

### En club
Thorsten Svensson est joueur du GAIS de 1923 à 1928,.
Il remporte par trois fois le titre de Champion de Suède en 1924, 1925 et en 1927.

### En équipe nationale
International suédois, Thorsten Svensson dispute six matchs et inscrit deux buts en équipe nationale suédoise de 1924 à 1926,.
Il dispute son premier match en sélection en amical le 18 mai 1924 contre la Pologne (victoire 5-1 à Stockholm), il inscrit un but à cette occasion.
Il fait partie de l'équipe suédoise médaillée de bronze aux Jeux olympiques de 1924. Il dispute un unique match durant le tournoi : le quart de finale contre l'Égypte.
Son dernier match en sélection est un amical le 14 novembre 1926 contre la Hongrie (défaite 1-3 à Budapest) : il marque le seul but suédois de la rencontre.

## Palmarès
| \| GAIS - Championnat de Suède (3) : - Champion : 1923-24, 1924-25 et 1926-27. \| |  | Suède - Jeux olympiques : - Bronze : 1924. |
| GAIS - Championnat de Suède (3) : - Champion : 1923-24, 1924-25 et 1926-27.       |  |                                            |